# Office national des combattants et des victimes de guerre
L'Office national des combattants et des victimes de guerre (ONaC ou ONaCVG), précédemment Office national des anciens combattants et victimes de guerre, est un établissement public administratif français à caractère national sous tutelle du ministère des Armées, doté d'une personnalité civile et bénéficiant d'une autonomie financière. Ses délégués sont présents dans chaque département.

## Historique
Le premier office à voir le jour est celui des Mutilés et Réformés de la guerre créé par l'arrêté ministériel du 2 mars 1916 , durant la Première Guerre mondiale. L'Office National des Mutilés et Réformés est alors un établissement public autonome interministériel géré par un conseil d'administration. La loi du 27 juillet 1917 crée ensuite l'Office National des Pupilles de la Nation, puis celle du 19 décembre 1926 donne le jour à l'Office national du combattant. Durant les années 1933 et 1934, la fusion successive de ces trois organismes permet la création de l'Office national des mutilés, combattants, victimes de la guerre et pupilles de la nation. En 1946, cet organisme récupère la gestion des services sociaux du Ministère des prisonniers, déportés et réfugiés, et s'appelle dès lors l'Office National des Anciens Combattants et Victimes de guerre. Depuis 1991, il intègre également l'aide aux victimes d'actes de terrorisme. 
En décembre 2022, l'ONAC-VG est visé par une cyberattaque. Selon certains experts, celle-ci serait d'origine russe, alors que l'Ukraine est envahie par la Russie depuis 10 mois. Dans une tribune publiée le 19 janvier 2023, le vice-amiral Patrick Chevallereau vise « d'anciens militaires français [qui] contribuent aux intérêts du Kremlin ». 
A compter du 1er janvier 2023, le nom de l'organisme est transformé en « Office national des combattants et des victimes de guerre » par la loi n° 2022-297 du 2 mars 2022 relative au monde combattant, tout en conservant son sigle ONAC-VG, pour faciliter la prononciation (mais en mettant tout de même le «A» en minuscule (ONaC-VG)).

## Missions
L'Office a plusieurs missions qui sont définies dans le code des pensions militaires d'invalidité et des victimes de guerre , :
Il exerce la reconnaissance de la Nation envers les personnes affectées par la guerre. Il attribue, par le biais de ses services de proximité, des cartes et titres permettant l’accès à la reconnaissance et à des droits.
L’action sociale : elle s’exprime par une assistance administrative, par la mise en œuvre du statut de pupille de la Nation, par le financement des frais de reconversion professionnelle, par  une assistance en faveur des ressortissants vivant à l’étranger.
Il est l’opérateur principal de la politique mémorielle développée par le ministère des Armées. Les actions de l’Office visent ainsi à célébrer, partager, et transmettre la mémoire des conflits contemporains et les valeurs de la République.
Ses activités ont fait l'objet en 1999 d'un rapport d'information de Jacques Baudot auprès du Sénat. En sa qualité d'établissement public de l'État, l'Office est soumis au contrôle de la Cour des comptes, qui peut saisir la Cour de discipline budgétaire et financière, en cas: notamment, de manquements aux règles des marchés publics .

## Organisation
Les dispositions du code des pensions militaires d'invalidité et des victimes de guerre fixent l'organisation administrative et financière de l'Office.
Le Directeur général est nommé en Conseil des ministres par décret.
L'Office est administré par un conseil d'administration, chargé de définir sa politique générale, présidé par le ministre chargé des anciens combattants et victimes de guerre. Le conseil d'administration comprend trente-et-un membres répartis en trois collèges.
Le premier collège est composé d'un député et d'un sénateur, désignés, respectivement, par le président de l'Assemblée nationale et par le président du Sénat, et de représentants de l'administration ;
Le second collège représente les anciens combattants et victimes de guerre, choisis parmi les catégories de ressortissants de l'Office  ;
Le troisième collège représente les fondations et les associations nationales qui œuvrent pour les missions mémorielles et la citoyenneté.
Le conseil d'administration comporte en outre deux représentants du personnel de l'Office.
Les services départementaux et territoriaux de l'office sont placés sous la double autorité du directeur général de l'Office et du représentant de l'Etat. Ils ont pour mission d'assurer, dans le cadre du département ou de la collectivité, les fonctions dévolues à l'Office national.